# Thonac
Thonac ist eine französische Gemeinde im Département Dordogne in der Region Nouvelle-Aquitaine. Thonac liegt im Périgord. Die 268 Einwohner (Stand 1. Januar 2022) werden Thonacois genannt.

## Geographie
Thonac liegt am Ufer der Vézère 17 Kilometer nordwestlich von Sarlat-la-Canéda und sechs Kilometer südwestlich von Montignac-Lascaux an der Départementsstraße D706. 

## Geschichte
In den zu Thonac gehörenden Weilern Losse und Maillot wurden bei Ausgrabungen Funde aus der Alt- beziehungsweise Jungsteinzeit entdeckt, die beweisen, dass die Gegend schon zu jener Zeit besiedelt war. Es wurde unter anderem prähistorische Bronzeäxte gefunden, die seit 1943 als Monument historique klassifiziert sind.

## Bevölkerungsentwicklung
| Jahr                       | 1962 | 1968 | 1975 | 1982 | 1990 | 1999 | 2006 | 2016 |
| Einwohner                  | 206  | 197  | 226  | 248  | 257  | 240  | 255  | 256  |
| Quellen: Cassini und INSEE |      |      |      |      |      |      |      |      |

## Kultur und Sehenswürdigkeiten

### Museen
Das Museum Le Thot – Espace Cro-Magnon informiert unter anderem über den Bau von Lascaux II. Lascaux II ist der Nachbau der echten Höhle von Lascaux. An das Museum angegliedert ist ein Tierpark, in dem Pferde, Tarpans, Bisons und andere Tiere gezeigt werden, die in der Höhlenmalerei der Altsteinzeit dargestellt wurden.

### Bauwerke
Das Schloss Belcayre wurde im 15. Jahrhundert erbaut und im 16. und 19. Jahrhundert umgebaut.
Das Schloss Losse stammt aus dem 16. und 17. Jahrhundert. Es steht direkt an der Vézère. Schloss und Gärten wurden 2007 als Monument historique klassifiziert. Zusätzlich ist das Grundstück als Site Inscrit (Natur- und Kulturdenkmal) denkmalgeschützt.
Der Schiefe Turm la Vermondie (Tour penchée de la Vermondie) stammt aus gallo-römischer Zeit (52 v. Chr. bis 486 n. Chr.). Er wurde 1941 in das Zusatzverzeichnis der Monuments historiques eingetragen und befindet sich heute im Privatbesitz.

## Persönlichkeiten
- Yvon Delbos (1885–1956), Politiker